# Naomi Jochnowitz
Naomi G. Jochnowitz est une mathématicienne américaine qui s'intéresse à la théorie algébrique des nombres. Elle est professeure agrégée de mathématiques à l'Université de Rochester.

## Formation et carrière
Jochnowitz a obtenu son doctorat en 1976 de l'université Harvard. Sa thèse, intitulée Congruences Between Modular Forms and Implications for the Hecke Algebra, a été dirigée par Barry Mazur. À Rochester, elle est connue pour ses encouragements enthousiastes et son soutien aux étudiants entrants pour qu'ils participent au programme de mathématiques, ce qui a contribué à tripler le nombre de majors en mathématiques de 1999 à 2002.

## Prix et distinctions
En 2016, Jochnowitz a remporté le prix M. Gweneth Humphreys de l'Association for Women in Mathematics pour son mentorat d'étudiants en mathématiques et en particulier de femmes en mathématiques. Elle a également été répertoriée comme finaliste pour le prix "W" du Rochester Women's Network pour son mentorat des femmes en mathématiques,. En 2018, elle est devenue l'une des premières membres de l'Association for Women in Mathematics.